# Josef Jüttner
Josef Jüttner (12. září 1775 Bernartice – 27. dubna 1848 Praha) byl kartograf, generálmajor rakouské armády. Byl tvůrcem prvního plánu Prahy vytvořeného na geodetickém základu.

## Život
Jüttner byl původem slezský Němec, narodil se v rodině Alexandra Jüttnera, vystudoval gymnázium v Bílé Vodě u Javorníka a roku 1793 vstoupil do rakouské armády ke svobodníkům, se kterými v letech 1794–95 bojoval proti Francii. V následujícím roce přestoupil k dělostřelectvu, se kterým v letech 1799–1800 přebýval v bavorském Ingolstadtu, kde měl možnost absolvovat matematické a fyzikální studium na tamní univerzitě.
Od roku 1801 Jüttner působil jako učitel na matematické škole I. dělostřeleckého pluku v Praze, od roku 1808 byl ředitelem této školy. V roce 1807 byl povýšen na poručíka, 1813 na nadporučíka. V roce 1814 bojoval proti Francouzům v Ženevě, poté opět v červnu 1815 v Mohuči, kde i po uzavření míru zůstal až do 1. dubna 1818, a mezitím získal hodnost kapitána. Po návratu do Prahy byl v roce 1820 povýšen na setníka, 1830 na majora, 1835 získal hodnost podplukovníka, 1840 plukovníka, roku 1842 se stal velitelem sboru bombardérského a v roce 1848, nedlouho před svou smrtí, generálmajorem. Byl pohřben na Vojenském hřbitově na Hradčanech.

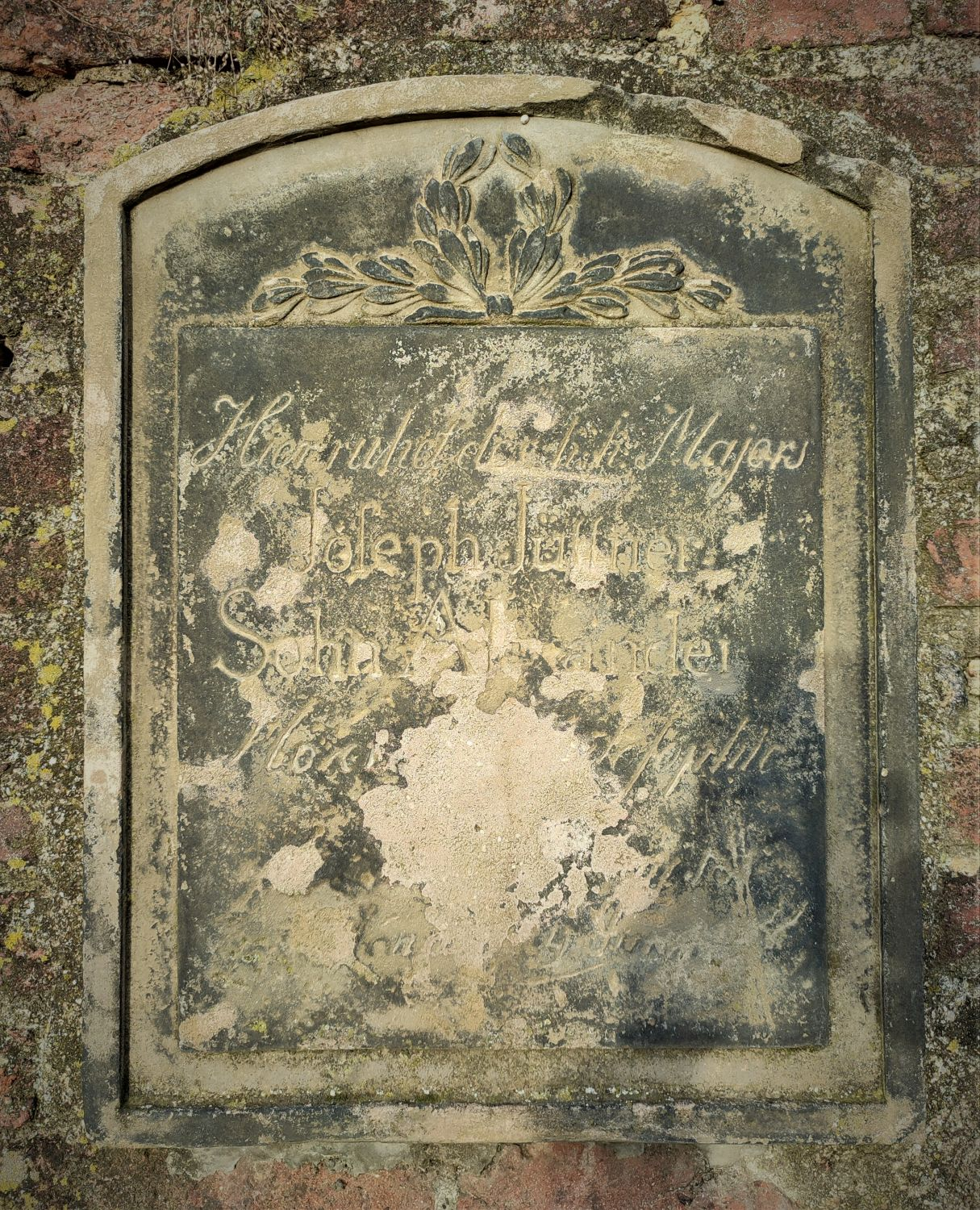
Náhrobek syna Alexandra Jüttnera, na bývalém Vojenském hřbitově (Hradčany), Praha 6-Střešovice

## Dílo

Rukopisná verze Jüttnerova plánu Prahy, lišící se od tištěné verze podrobným a přesným zakreslením opevnění pražských měst, které bylo v tišteném plánu z části odstraněno zcela a ve zbytku nezřídka zakresleno záměrně chybně.

Již v roce 1803 byl Jüttner účastníkem astronomického zaměřování souřadnic tehdejší Tychonovy hvězdárny na Hradčanech, vedeného královským astronomem Martinem Davidem. K tomu účelu změřil základnu na Letné v délce 355 vídeňských sáhů (cca 674 metrů). Tu využil i v roce 1811, kdy začal tvořit trigonometrickou síť pokrývající Prahu.
V únoru 1812 přikázal císař František I. nejvyššímu purkrabímu Františku Antonínovi Kolovratovi-Libštejnskému vytvořit plán Prahy. Jüttner zaměřování dokončil v roce 1815, další rok zabralo provádění rytin, německé popisky objektů a jejich číselné označení, které byly hotovy roku 1816. Úplný plán, včetně pražského opevnění, byl z vojenských strategických důvodů tajný. Proto vznikla ještě druhá, civilní verze plánu bez opevnění.
Pro grafické provedení v mědirytině byl vybrán pražský grafik Josef Alois Drda, písmo ryl František Alois Mussil. Roku 1818 se F. A. Kolovrat postaral, aby vydání plánu velkosériovým tiskem v Praze iniciovalo a zveřejnilo nově založené Vlastenecké museum, jehož byl spoluzakladatelem. Plán vyšel ve formě velkoarchové mědirytiny, složené ze dvou dílů a ručně kolorované, pod názvem Grundriß der königlichen Hauptstadt Prag v měřítku 500 vídeňských sáhů (60 sáhů = 1 palec).
S dílem související vědecký materiál Jüttner vydal v roce 1823 ve spisech Královské české společnosti nauk (III., svazek 8) pod názvem Trigonometrische Vermessungen der königlichen Hauptstaat Prag und ihrer Umgebungen von Jahr 1804 bis 1812.
Jüttnerovo další kartografické dílo se věnovalo tvorbě glóbů znázorňujících jak zemský povrch, tak nebeskou klenbu. V roce 1824 na toto téma vydal Anweisung zum Gebrauche der Erdkugel a poté Anweisung zum Gebrauche der Himmelskugel. Pojednání na dané téma, nazvané Theoretische und praktische Anleitung zur Verzeichnung der Netze für Erd-, Himmels- und Ringkugeln, zur Erzeugung der Kugeln, zum Aufziehen der Netze auf dieselben und zur gänzlichen Vollendung der Globen, uveřejnil ve spisech Královské české společnosti nauk (IV., svazek 4).
V roce 1828 vyrobil armilární sféru znázorňující geocentrický i heliocentrický model. K přístroji a jeho použití vytvořil pojednání Anweisung zum Gebrauche dieser Ringkugel (Armillar-Sphäre).
Vrcholem jeho kartografického díla byl velký glóbus vypracovaný v letech 1832–1838.

### Plán Prahy
Jeho přesný plán Prahy byl vytvořen v měřítku 1:4320, výškopis je zobrazen šrafurou. Výsledná mapa byla vytištěna v černobílé i kolorované verzi, přičemž v ní byly provedeny úmyslné změny zobrazení městských opevnění: obecně bylo opevnění vykresleno zjednodušeně, místy vynecháno, někde přímo zobrazeno chybně.
Původně Jüttner plánoval do mapy zahrnout i dvoumílové okolí Prahy (a připravoval k tomu potřebnou trigonometrickou síť), jeho mapa však končí těsně za hranicí města. (Okolí Prahy později v měřítku 1:19 200 zmapoval pravděpodobně jeho spolupracovník František Alois Musil.)
Jüttnerův plán používal v letech 1826–1837 Antonín Langweil při tvorbě svého modelu Prahy.

## Ocenění
Za své vědecké dílo byl v roce 1829 přijat za člena Vlastivědné hospodářské společnosti, roku 1832 Královské české společnosti nauk a roku 1840 Národního muzea v Praze. V roce 1846 mu byl udělen ruský řád svaté Anny II. třídy.

## Galerie

### Známá vyobrazení Josefa Jüttnera

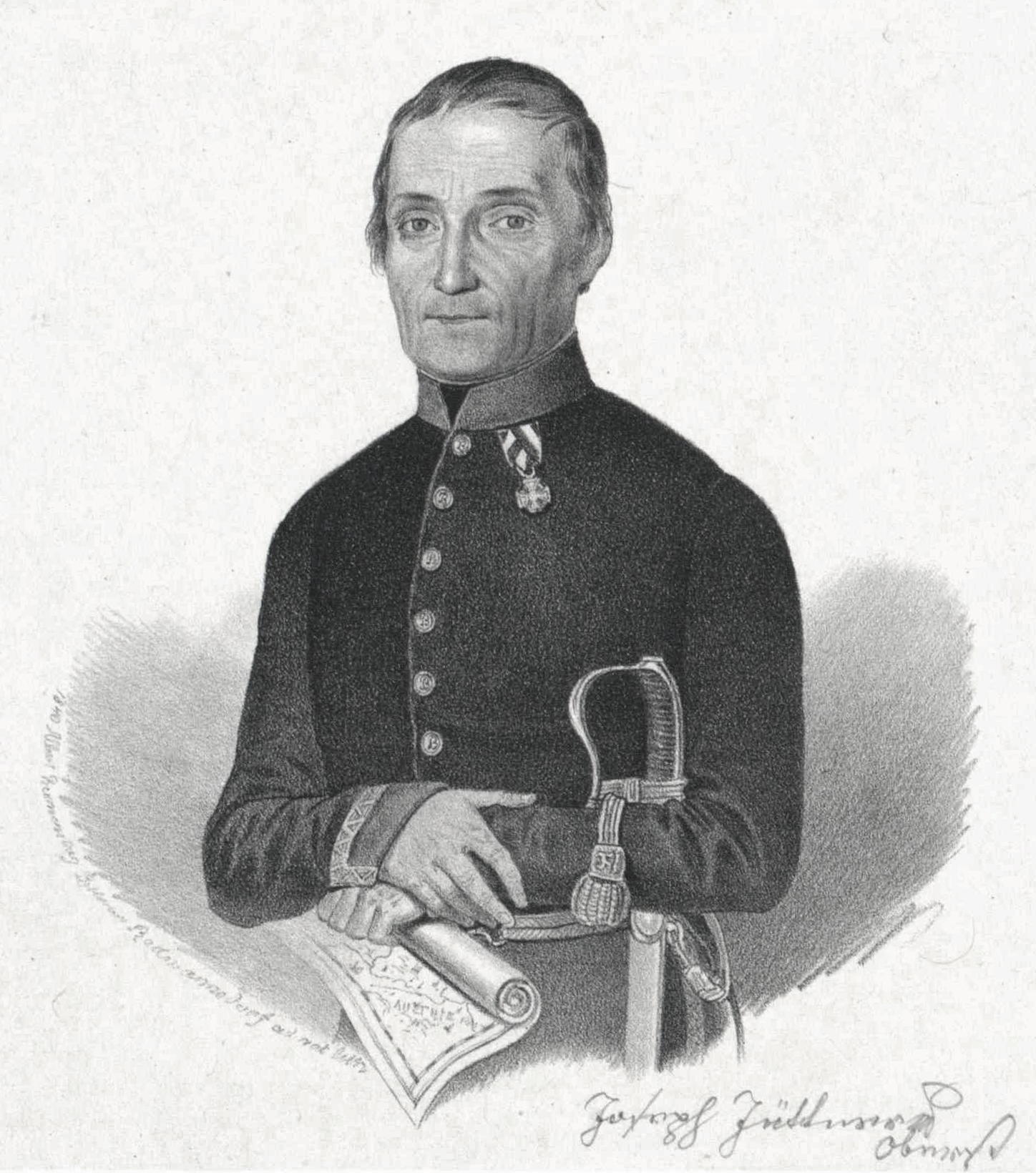
Portrét Josefa Jüttnera z roku 1840
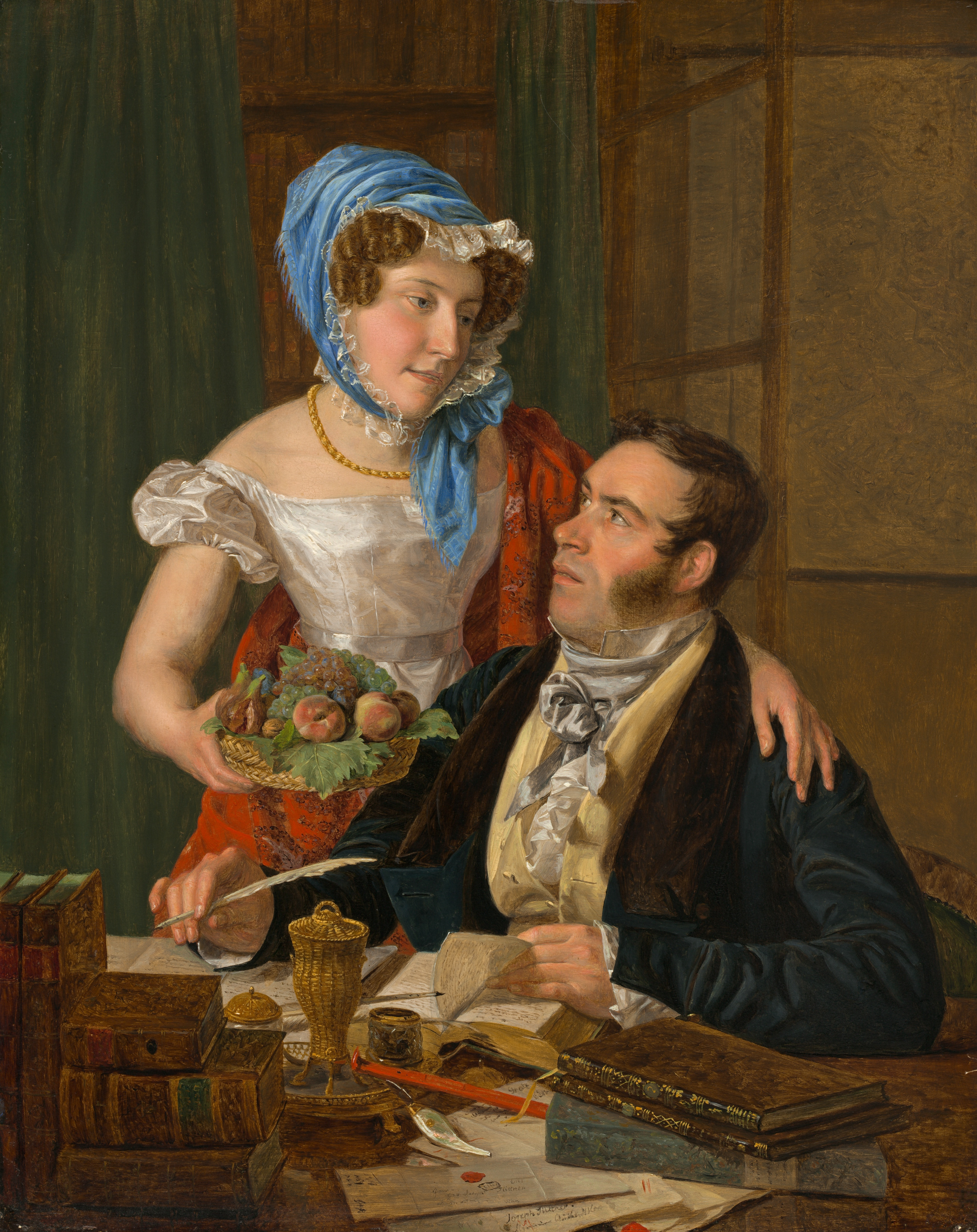
Portrét Kartograf profesor Josef Jüttner a jeho žena od Ferdinanda George Waldmüllera z roku 1824
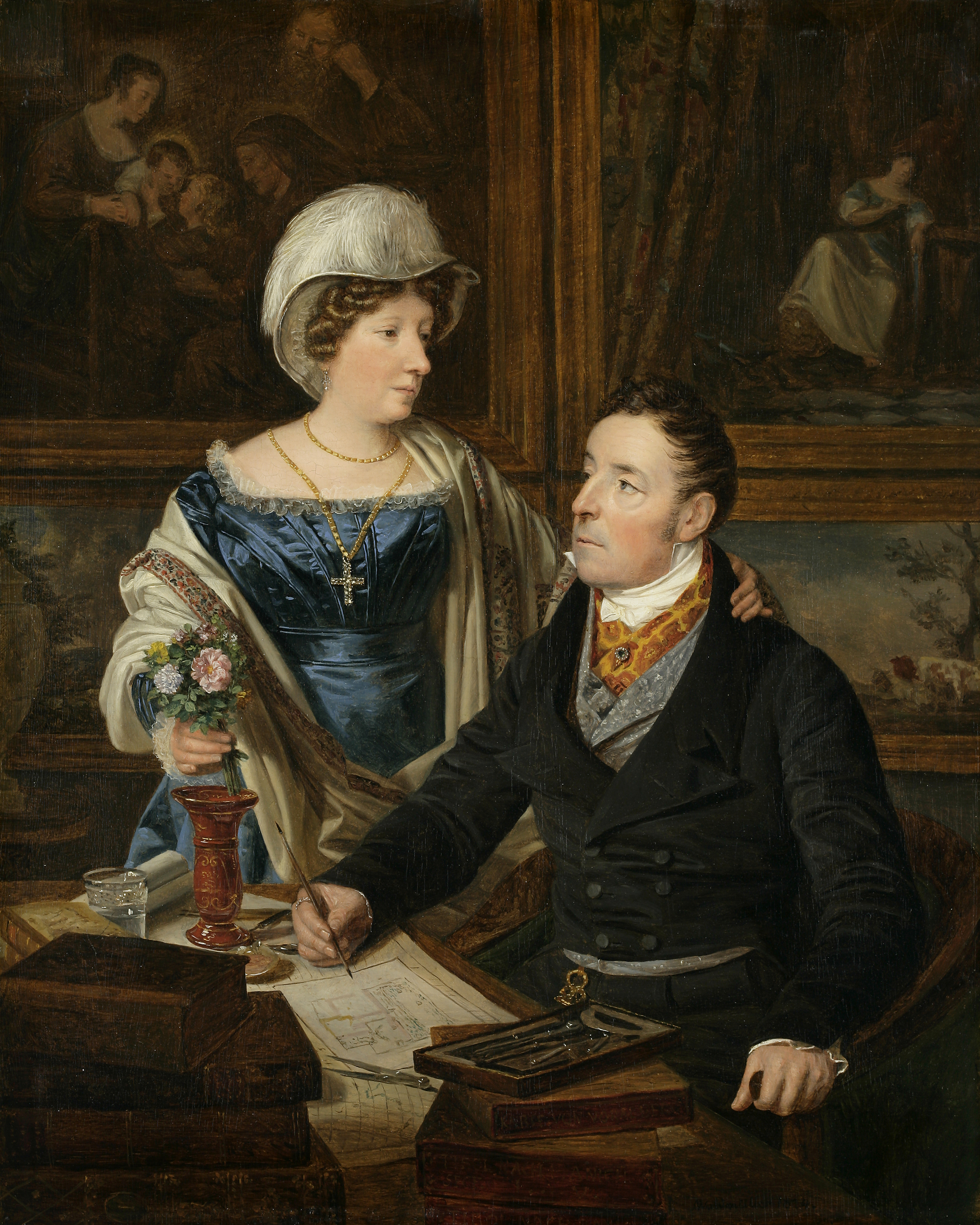
Portrét Kartograf a jeho žena od Ferdinanda George Waldmüllera z roku 1824 (jiná verze obrazu)